# Félix Mengin
Félix Mengin est un commerçant français, consul de France temporaire et écrivain au Caire.
Il vient en Égypte avec la mission de Napoléon Bonaparte. Il écrit plusieurs livres sur l'histoire de l'Égypte, de l'Arabie saoudite et d'autres pays arabes, dont une histoire de l'Égypte à l'époque de Mohammed Ali Pacha.

## Livres
- Histoire de l'Égypte sous le gouvernement de Mohammed-Aly (avec Joseph Agoub), Edme-François Jomard, 1823.